# Калинка (Винницкая область)
Калинка (укр. Калинка) — село на Украине, находится в Томашпольском районе Винницкой области.
Код КОАТУУ — 0523984602. Население по переписи 2001 года составляет 278 человек. Почтовый индекс — 24215. Телефонный код — 4348.
Занимает площадь 0,67 км².

## История
В 1946 году указом ПВС УССР село Эльжбитовка переименовано в Калиновку.

## Религия
В селе действует Свято-Димитриевский храм Томашпольского благочиния Могилёв-Подольской епархии Украинской православной церкви.

## Адрес местного совета
24215, Винницкая область, Томашпольский р-н, с. Пилипы-Боровский, ул. Партизанская, 12